# Hong Kong Masters 1985
Das Camus Hong Kong Masters 1985 war ein professionelles Snooker-Einladungsturnier der Saison 1985/86. Das Turnier wurde vom 5. bis zum 8. September 1985 in der Queen Elizabeth Hall in der damaligen britischen Kronkolonie Hongkong ausgetragen. Sieger des Turnieres wurde der Waliser Terry Griffiths, der mit einem 4:2-Sieg über den vormals dreifachen und damaligen Vize-Weltmeister sowie Vorjahressieger Steve Davis das Finale für sich entschied. Mit einem 92er-Break spielte Griffiths zudem das höchste bekannte Break des Turnieres.

## Preisgeld
Bereits zum dritten Mal wurde das Turnier von der französischen Cognac-Brennerei Camus gesponsert. Zudem gab es zum wiederholten Male kein offizielles Preisgeld. Da jedoch das Turnier zu einer Serie von Barry Hearn’s Matchroom Sport veranstalteten und von Camus gesponserten Reihe asiatischer Turniere gehörte, erhielten die Spieler, neben den für sie kostenfreien Flügen der ersten Klasse, beispielsweise auch mehrere Flaschen Cognac.

## Turnierverlauf
Erneut nahmen am Turnier insgesamt acht Spieler teil, von denen sechs professionelle Spieler und die übrigen zwei lokale Amateurspieler waren. Alle acht Spieler spielten ab dem Viertelfinale im K.-o.-System, wobei bis einschließlich zum Halbfinale im Modus Best of 5 Frames gespielt wurde, wobei sich daran das Endspiel über maximal sieben Frames anschloss.

|  | Viertelfinale Best of 5 Frames | Viertelfinale Best of 5 Frames |                 |   | Halbfinale Best of 5 Frames | Halbfinale Best of 5 Frames |  |  | Finale Best of 7 Frames | Finale Best of 7 Frames |
|  |                                |                                |                 |   |                             |                             |  |  |                         |                         |
|  | Terry Griffiths                | 3                              |                 |   |                             |                             |  |  |                         |                         |
|  | Stanley Leung                  | 1                              |                 |   |                             |                             |  |  |                         |                         |
|  | Stanley Leung                  | 1                              | Terry Griffiths | 3 |                             |                             |  |  |                         |                         |
|  |                                |                                | Terry Griffiths | 3 |                             |                             |  |  |                         |                         |
|  |                                | Tony Meo                       | 2               |   |                             |                             |  |  |                         |                         |
|  | Tony Meo                       | Tony Meo                       | 2               | 3 |                             |                             |  |  |                         |                         |
|  | Tony Meo                       |                                |                 | 3 |                             |                             |  |  |                         |                         |
|  | Dennis Taylor                  | 2                              |                 |   |                             |                             |  |  |                         |                         |
|  |                                |                                | Terry Griffiths | 4 |                             |                             |  |  |                         |                         |
|  |                                | Steve Davis                    | 2               |   |                             |                             |  |  |                         |                         |
|  | Steve Davis                    | 3                              |                 |   |                             |                             |  |  |                         |                         |
|  | Tony Knowles                   | 1                              |                 |   |                             |                             |  |  |                         |                         |
|  | Tony Knowles                   | 1                              | Steve Davis     | 3 |                             |                             |  |  |                         |                         |
|  |                                |                                | Steve Davis     | 3 |                             |                             |  |  |                         |                         |
|  |                                | Willie Thorne                  | 0               |   |                             |                             |  |  |                         |                         |
|  | Willie Thorne                  | Willie Thorne                  | 0               | 3 |                             |                             |  |  |                         |                         |
|  | Willie Thorne                  |                                |                 | 3 |                             |                             |  |  |                         |                         |
|  | Gary Kwok                      | 0                              |                 |   |                             |                             |  |  |                         |                         |

### Finale
Der Waliser Terry Griffiths, Weltmeister des Jahres 1979, konnte auf mehrere Finalteilnahmen bei Einladungsturnieren zurückblicken und hatte beim Hong Kong Masters mit Siegen über den lokalen Amateur Stanley Leung und den Engländer Tony Meo, welcher zuvor den amtierenden Weltmeister Dennis Taylor besiegt hatte, das Finale erreicht. In diesem traf er mit Steve Davis auf einen dreifachen Weltmeister, der zudem wenige Monate zuvor nur knapp Dennis Taylor im Finale der Snookerweltmeisterschaft unterlegen war. Davis hatte auf seinem Weg ins Finale mit Tony Knowles und Willie Thorne zwei Engländer besiegt und hatte zusammengenommen zwei Frames weniger als sein walisischer Konkurrent verloren.
Nachdem zu Beginn des Endspiels Steve Davis mittels eines 76er-Breaks mit 0:1 in Führung gegangen war, konnte Terry Griffiths im Folgenden das Spiel drehen und selbst mit 2:1 in Führung gehen. Doch mit dem nächsten Frame gelang Davis der zwischenzeitliche Ausgleich, wobei Griffiths dennoch mit dem nächsten Frame erneut in Führung ging und mit einem 92er-Break im sechsten Frame der Partie sich den Spiel- und Turniersieg sicherte.
| Finale: Best of 7 Frames Queen Elizabeth Stadium, Hongkong, britische Kronkolonie Hongkong, 8. September 1985 |                |             |
| Terry Griffiths                                                                                               | 4:2            | Steve Davis |
| 22:91 (76), 61:36, 74:18, 48:91; Ergebnis unbekannt, 92:0 (92)                                                |                |             |
| 92 | Höchstes Break | 76          |
| – | Century-Breaks | –           |
| 1 | 50+-Breaks     | 1           |